# Van der Valk (televisieserie)
Van der Valk was een Britse televisiereeks en werd geproduceerd door Thames Television met Barry Foster in de hoofdrol als de Nederlandse rechercheur en commissaris Piet van der Valk. De serie was gebaseerd op de personages en de sfeer (maar niet de plot) van de romans van Nicolas Freeling, de eerste reeks werd in het Verenigd Koninkrijk uitgezonden in 1972.

## Thema
De verhalen spelen zich voornamelijk in en rond Amsterdam af, waar commissaris Van der Valk een cynische, maar toch intuïtieve rechercheur is. Drugs, seksualiteit en moord zijn de zware thema's van de onderzochte zaken. De prachtig gefilmde locaties van Amsterdam geven hieraan evenwel een eigenaardig contrast. Een ander contrast wordt gevormd door de personages, Van der Valks ondergeschikte medewerker is de naïeve Johnny Kroon en Van der Valks meerdere, hoofdcommissaris Samson die de politieke consequenties van de onderzochte zaken afhandelt.
De eerste twee reeksen (seizoenen) werden gefilmd op 1 inch videobanden in de Thames Television studio's. Locatie scènes werden geschoten op het duurdere film.
Na een onderbreking van vier jaar werd een twaalfdelige derde reeks opgenomen die in september-november 1977 in het Verenigd Koninkrijk werd uitgezonden. Deze derde reeks werd voornamelijk op locatie, in Amsterdam, opgenomen. De vierde reeks bestaande uit vier afleveringen van twee uur werd uitgezonden in januari en februari 1991 en de vijfde reeks van drie afleveringen van twee uur werd uitgezonden in februari 1992.
De herkenningsmelodie van de reeks "Eye Level" werd geschreven door Jan Stoeckart en gespeeld door het Simon Park Orchestra. Het nummer bereikte als single de eerste plaats van de Britse hitparade in 1973.

## Rolverdeling
| Personage                             | Acteur/actrice  | Seizoen |
| ------------------------------------- | --------------- | ------- |
| Commissaris Simon "Piet" Van der Valk | Barry Foster    |         |
| Inspecteur Johnny Kroon               | Michael Latimer | 1-2     |
| Arlette Van der Valk                  | Susan Travers   | 1-2     |
| Arlette Van der Valk                  | Joanna Dunham   | 3       |
| Arlette Van der Valk                  | Meg Davies      | 4-5     |
| Hoofdcommissaris Samson               | Martin Wyldeck  | 1       |
| Hoofdcommissaris Samson               | Nigel Stock     | 3       |
| Hoofdcommissaris Samson               | Ronald Hines    | 4-5     |
| Brig. Stribos                         | Dave Carter     | 1-2     |
| Brig. Mertens                         | Alan Haines     | 1       |
| Hoofdcommissaris Halsbeek             | Sydney Tafler   | 2       |
| Wim van der Valk                      | Richard Huw     | 4-5     |
| Janet                                 | Natasha Pyne    | 4-5     |

## Afleveringen

### Seizoen 1 (1972)
| Aflevering (seizoen) | Aflevering (serie) | Titel                    | Uitzenddatum      |
| -------------------- | ------------------ | ------------------------ | ----------------- |
| 1                    | 1                  | One Herring's Not Enough | 13 september 1972 |
| 2                    | 2                  | Destroying Angel         | 20 september 1972 |
| 3                    | 3                  | Blue Notes               | 27 september 1972 |
| 4                    | 4                  | Elected Silence          | 4 oktober 1972    |
| 5                    | 5                  | Thicker Than Water       | 11 oktober 1972   |
| 6                    | 6                  | The Adventurer           | 18 oktober 1972   |

### Seizoen 2 (1973)
| Aflevering (seizoen) | Aflevering (serie) | Titel                     | Uitzenddatum      |
| -------------------- | ------------------ | ------------------------- | ----------------- |
| 1                    | 7                  | A Death by the Sea        | 29 augustus 1973  |
| 2                    | 8                  | A Man of No Importance    | 5 september 1973  |
| 3                    | 9                  | A Rose for Mr Reinhart    | 12 september 1973 |
| 4                    | 10                 | A Dangerous Point of View | 19 september 1973 |
| 5                    | 11                 | Season for Love           | 26 september 1973 |
| 6                    | 12                 | Rich Man, Poor Man        | 3 oktober 1973    |
| 7                    | 13                 | The Rainbow Ends Here     | 10 oktober 1973   |

### Seizoen 3 (1977)
| Aflevering (seizoen) | Aflevering (serie) | Titel                   | Uitzenddatum      |
| -------------------- | ------------------ | ----------------------- | ----------------- |
| 1                    | 14                 | Enemy                   | 5 september 1977  |
| 2                    | 15                 | Accidental              | 12 september 1977 |
| 3                    | 16                 | The Runt                | 19 september 1977 |
| 4                    | 17                 | Wolf                    | 26 september 1977 |
| 5                    | 18                 | Man of Iron             | 3 oktober 1977    |
| 6                    | 19                 | Everybody Does It       | 10 oktober 1977   |
| 7                    | 20                 | Face Value              | 17 oktober 1977   |
| 8                    | 21                 | Dead on Arrival         | 24 oktober 1977   |
| 9                    | 22                 | The Professor           | 31 oktober 1977   |
| 10                   | 23                 | In Hazard               | 7 november 1977   |
| 11                   | 24                 | Gold Plated Delinquents | 14 november 1977  |
| 12                   | 25                 | Diane                   | 21 november 1977  |

### Seizoen 4 (1991)
| Aflevering (seizoen) | Aflevering (serie) | Titel                                   | Uitzenddatum    |
| -------------------- | ------------------ | --------------------------------------- | --------------- |
| 1                    | 26                 | Doctor Hoffmann's Children              | 16 januari 1991 |
| 2                    | 27                 | Dangerous Games                         | 23 januari 1991 |
| 3                    | 28                 | A Sudden Silence                        | 30 januari 1991 |
| 4                    | 29                 | The Little Rascals (dubbele aflevering) | 6 februari 1991 |

### Seizoen 5 (1992)
| Aflevering (seizoen) | Aflevering (serie) | Titel              | Uitzenddatum     |
| -------------------- | ------------------ | ------------------ | ---------------- |
| 1                    | 30                 | The Ties That Bind | 5 februari 1992  |
| 2                    | 31                 | Proof of Life      | 12 februari 1992 |
| 3                    | 32                 | Still Waters       | 19 februari 1992 |

## Remake
Op 1 januari 2020 werd de eerste aflevering uitgezonden van een nieuwe serie, "Detective Van der Valk", een Brits-Nederlandse productie die losjes is gebaseerd op de eerdere serie. De hoofdrollen worden vertolkt door Marc Warren en Maimie McCoy. Er verschijnen per seizoen ieder 3 afleveringen, het 4e seizoen is nu in productie, er is nog weinig over bekend maar in elk geval worden twee van de afleveringen geregisseerd door Michiel van Jaarsveld en Eché Janga. In de afleveringen worden de personages vertolkt door zowel Engels als Nederlandse acteurs. De regie wordt verzorgd door Nederlandse regisseurs. 
Prominente locaties in Amsterdam komen voorbij in de serie:
- Café Scheltema, alle afleveringen

- Rijksmuseum Amsterdam, s1a1
- Hard Rock Hotel Leidseplein, s1a2
- De Hallen (Amsterdam), s1a3
- Rem Eiland Amsterdam, s1a3
- Gerechtshof Amsterdam, s1a3
- Spinozamonument, s2a1
- Koninklijk Theater Tuschinski, s2a1
- Beurs van Berlage, s2a2
- De Industrieele Groote Club, s2a2
- Muziekgebouw aan 't IJ, s2a3
- Prinsengrachtconcert, s2a3
- Vondelpark, s2a3
- A'DAM Toren, s2a3
- Kraaiennest (metrostation), s3a1
- Hortus Botanicus Amsterdam, s3a2
- Haarlemmerpoort (Amsterdam), s3a2
- Rokin (straat in Amsterdam), s4
- Bloemenmarkt, s4

Maar ook elders in Nederland wordt er gefilmd, hoewel Amsterdam hoofdlocatie is er onder meer ook gedraaid in Haarlem, Den Haag, Naarden, Diemen, Wassenaar (gemeente), IJmuiden, Utrecht (stad),Alphen aan den Rijn (plaats), Wormerveer, Eemshaven Rotterdam en Broek in Waterland. Onder andere op de volgende locaties:
- Teylers Museum, s1a2
- H. Bonifaciuskerk in Alphen aan de Rijn, s1a2
- Muntgebouw Utrecht, s1a2
- Molen Goliath in de Eemshaven, s2a1
- Scheveningse pier, s2a1
- Anatomiegebouw, s2a2
- Meneba fabriek in Wormerveer, s2a2
- Koelhuis Frigo in IJmuiden, s2a3
- Kasteel Oud-Wassenaar, s3a3
- Erasmusbrug, s5a3
- Doubletree Hotel Rotterdam, s5a3

| Acteur                | Personage         | Functie                                           | Seizoen(en) |
| --------------------- | ----------------- | ------------------------------------------------- | ----------- |
| Marc Warren           | Piet van der Valk | Rechercheur                                       | 1-heden     |
| Maimie McCoy          | Lucienne Hassel   | Rechercheur                                       | 1-heden     |
| Emma Fielding         | Julia Dahlman     | Commissaris                                       | 1-heden     |
| Darrel D'Silva        | Hendrik Davie     | Patholoog Anatoom                                 | 1-heden     |
| Elliot Barnes-Worrell | Job Cloover       | Rechercheur                                       | 1-2         |
| Luke Allen-Gale       | Brad de Vries     | Rechercheur                                       | 1-2         |
| Django Chan-Reeves    | Citra Li          | Rechercheur                                       | 3-heden     |
| Azan Ahmed            | Eddie Suleman     | Rechercheur                                       | 3-heden     |
| Mike Libanon          | Cliff Palache     | Kroegbaas                                         | 1-heden     |
| Peter van Heeringen   | Frank             | Dakloze                                           | 1-heden     |
| Loes Haverkort        | Lena Lindermans   | Vriendin van der Valk, Arts                       | 2-heden     |
| Eva Marie de Waal     | Femke de Haan     | Vriendin Lucienne (S1) Ex Lucienne/Dirigente (S2) | 1-2         |

| Aflevering                            | Titel              | Met: | Uitzenddatum   |
| ------------------------------------- | ------------------ | --- | -------------- |
| 1 - Colin Teague                      | Love in Amsterdam  | NL: Kees Boot, Alex Hendrickx, Victor Löw, Frieda Barnhard, Reinout Bussemaker, Hylke van Sprundel, Markoesa Hamer, Hugo Haenen, Malou Gorter, Danny Westerweel, Ilse Ott EN: Frances Grey, Daniel Lapaine, Stephanie Leonidas, Vineeta Rishi, Arian Nilk               | 1 januari 2020 |
| 2 Max Porcelijn                       | Only in Amsterdam  | NL: Jeroen Spitzenberger, Anniek Pheifer, Martijn Oversteegen, Martijn Nieuwerf, Teun Kuilboer, Gonny Gaakeer, Roos van Erkel, Frieda Pittoors EN: Taj Atwal, Juliet Aubrey, Tim Dutton, Taheen Modak, Paul Tylak                                                       | 24 juni 2020   |
| 3 - Jean van de Velde (filmregisseur) | Death in Amsterdam | NL: Maarten Heijmans, Marieke Heebink, Claire Bender, Britte Lagcher, Sander Plukaard, Arthur Roffelsen, Frieda Barnhard, Jennifer Welts, Joop Kasteel, Bram Blankensteijn, Wendy Vrijenhoek, Saman Amini EN: Tom Mothersdale, Shaniqua Okwok, Tom York, Christina Cole | 1 juli 2020    |

| Aflevering                            | Titel                | Met: | Uitzenddatum     |
| ------------------------------------- | -------------------- | --- | ---------------- |
| 1 - Jean van de Velde (filmregisseur) | Plague on Amsterdam  | NL: Marcel Hensema, Ruben Brinkman, Anneke Sluiters, Mark Rietman, Bobbi Blijleven, Liliana de Vries, Daria Zueva EN: Robert Boulter, Beatie Edney, Deirdre Duisterhof, Anastasia Reshetnikova, Joseph Millson,  | 26 februari 2022 |
| 2 - André van Duren                   | Blood in Amsterdam   | NL: Thom Hoffman, Liz Snoijink, Hadewych Minis, Thomas Cammaert, Peter Bolhuis, Alkan Çöklü, Julia Akkermans, Selin Akkulak, Maria Marbus, Anita Franklin, Anil Aras EN: Paul Bentall, Leo Staar, Simon Manyonda | 5 maart 2022     |
| 3 - Joram Lürsen                      | Payback in Amsterdam | NL: Thomas Acda, Sallie Harmsen, Mark Rietman, Lidewij Mahler, Kay Greidanus, Daniël Kolf, Hadewych van Gent, Michiel Nooter EN: Adrian Schiller, Jeany Spark, Shereen Cutkelvin                                 | 12 maart 2022    |

| Afleveringen              | Titel                   | Met: | Uitzenddatum |
| ------------------------- | ----------------------- | --- | ------------ |
| 1 - Michel van Jaarsveld  | Freedom in Amsterdam    | NL: Simone Giel, Loek Peters, Patrick Aliev, Chiem Vreeken, Erika Minderop EN: Rita Bernard-Shaw, Josh Bolt, Thoren Ferguson, Roger Jean Nsengiyumva,                               | 6 mei 2023   |
| 2 - Simone van Dusseldorp | Redemption in Amsterdam | NL: Alwin Pullinckx, Bart van den Donker, Tara Hetharia, Sol Vinken, Zoë Love Smith EN: Daisy Badger, Lu Corfield, Aden Gillett, Simon Gregor, Jaye Griffiths                       | 13 mei 2023  |
| 3 - Arne Toonen           | Magic in Amsterdam      | NL: Joris Smit, Poal Cairo, Annelies Appelhof, Roben Mitchell van den Dungen Bille, Shaima Boone EN: James Atherton, Eleanor Fanyinka, Clara Onyemere, Steven Pacey, Esra Abdioglu, | 20 mei 2023  |